# Фронтекс
Фронтекс е агенция на Европейския съюз със седалище във Варшава (Полша), която действа в координация с граничната и бреговата охрана на държавите-членки граничният контрол на шенгенското пространство в ЕС, в областта на пространството на свобода, сигурност и правосъдие.
Създадена е през 2004 г. като Европейска агенция за управление на оперативното сътрудничество по външните граници и отговаря основно за координирането на усилията за граничен контрол. В отговор на европейската мигрантска криза от 2015 – 2016 г. Европейската комисия предлага на 15 декември 2015 г. да разшири мандата на Фронтекс, и да я преобразува в пълноправна Европейска агенция за гранична и брегова охрана. На 18 декември 2015 г. Европейският съвет подкрепя предложението и след гласуване от Европейския парламент на 6 октомври 2016 г. стартира Европейската гранична и брегова охрана на външната граница на ЕС между България и Турция.
Бюджетът на Фронтекс се увеличава от 143 млн. евро за 2015 г. на 543 млн. евро за 2021 г., а броят на служителите на агенцията се планира да достигне 10 000 души до 2027 г.